# تكارنة
التكارنة هو اسم أو لفظ يطلق على فئة من الناس في الحجاز، وهم من ذوي البشرة السوداء في المجتمع السعودي. وقد حُرّفت الكلمة من أصلها الحقيقي المنتسب إلى دولة تكرور وأغلبهم ينتمون إلى عدة قبائل وإثنيات أفريقية مسلمة، مثل: الهوسا والفلاتة والبرنو والتي تعيش في المملكة العربية السعودية. ومن الناحية الاثنية ثقافة الأجيال السابقة والحالية ما عدا الجيل الأول المؤسس تتكون بشكل رئيسي من عناصر الثقافة العربية العامة المشتركة، كاللغة الأم والأبجدية والأسماء الشخصية والدين الإسلامي، وفرعيا الثقافة الحضرية الحجازية التي تشكلت في مدن الحجاز، وهم يشكلون وحدة اجتماعية في المجتمع المحلي السعودي.

## التاريخ
البرنو والفلاتة والهوسة أبرز قبائل غرب أفريقيا الواقعة جنوب الصحراء الكبرى، حيث تتفرع منها قبائل أخرى عرفت بقبائل التكارنة (السمر) وهي أكثر شهرة في البلدان العربية وخاصة الحجاز، وهذا الإطلاق التكاررة وقديم ارتبط بهذه القبائل منذ ترددها وتكرارها لأداء مناسك الحج والعمرة الذي تحرص هذه القبائل على أدائه وتكراره، كما أن هذه القبائل عرفت بكثرة الهجرة إلى أرض الحرمين الشريفين منذ زمن بعيد، وتزداد الرغبة إلى الهجرة كلما وجد لها مبرر شرعي أو طبيعي، ولذا فقد عرفت جماعة التكارنة بمكة المكرمة، وبالمدينة المنورة من أزمان بعيدة حيث وردت الأخبار عنهم في كثير من كتب التاريخ، لاسيما التي تتحدث عن الحياة الاجتماعية والسياسية والدينية للمجتمعات الإسلامية، كما أن الوثائق التاريخية وتراجم الأعلام وذكر المدارس والأحياء والاربطة والأوقاف تورد أسماء الجماعة التكارنة في هاتين المدينتين المقدستين، وقد تعرضت المدينة إلى إخلاء معظم سكانها إبان الحرب العالمية الأولى والثانية لظروف خاصة، وقد تأثر كثير من جماعة التكارنة بهذا الإخلاء فسافروا إلى الشام وتركيا، وكثير منهم رجعوا إلى أفريقيا، وبعد أن انجلت الحروب عاد كثير منهم إلى المدينة ومارسوا نشاطاتهم المختلفة، وانخرط الكثير منهم في الأعمال والوظائف الحكومية والأعمال الخاصة بل اشتهر كثير منهم بممارسة بعض الحرف كالبناء واللياسة والنجارة والسقاية والعتالة والفرانة والطباخة والخياطة والسواقة شأنهم شأن ساكني المدينة المنورة.

### نشأة التسمية
لم تثبت كلمة تكروني في أي من الروايات التي تناولت أصل الكلمة، ولكن بعض البحوث تربطها بمملكة تكرور التي كانت في أفريقيا وبعض هذة القبائل من أصول عربية مثل قبيلة الهوسا والفلاتة بحيث يتميز أبنائها بالبشرة الفاتحة والملامح العربية.

## حياتهم
يتواجد معظم التكارنة في مدن غرب المملكة العربية السعودية مثل مكة المكرمة وجدة والمدينة المنورة والطائف ويتركزون في منطقة الحجاز بسبب الحرم المكي والمدني وهذا هو السبب الأساسي لوجودهم منذ القدم. ساهم التكارنة كثيراً في الرياضة السعودية وخصوصاً في كرة القدم وألعاب القوى. كما لهم تأثير في المطبخ السعودي ومن أطباقهم سيريه. يتحدث جميع التكارنة اللغة العربية باللهجة الحجازية، ولا يزال بعض كبار السن منهم يتحدث لغة القبائل الأفريقية (منقرضة حاليا) .